# Michele Tatulli
Michele Tatulli (Bitonto, 28 agosto 1955 – Milano, 8 gennaio 1980) è stato un poliziotto italiano vittima delle Brigate Rosse.

## Biografia
Entra in polizia nel 1974 e frequenta la scuola allievi di Trieste. Diventa guardia di pubblica sicurezza e dopo aver lavorato per il reparto Celere fu assegnato alla questura di Milano nel settembre del 1974.
L'8 gennaio del 1980, durante un servizio di vigilanza alle scuole di un quartiere di Milano, fu vittima di un agguato con Antonio Cestari e Rocco Santoro, rispettivamente appuntato e vicebrigadiere. Mentre i tre transitavano a bordo di un'auto sotto un ponte ferroviario, una fiat 128 tagliò loro la strada. A quel punto uscirono allo scoperto altri uomini, che si erano nascosti nei pressi della ferrovia. Partirono quindi numerosissimi colpi d'arma da fuoco e i tre poliziotti furono colpiti a morte.
L'agguato venne subito rivendicato dalle Brigate Rosse attraverso volantini che riportavano anche un "Benvenuto al Generale Dalla Chiesa", generale che era stato nominato capo della divisione Pastrengo, con competenza su Milano il 14 dicembre 1979 e che aveva attuato nuove norme antiterrorismo che prevedevano aggravamenti di pena e attenuanti per chi collaborava con la giustizia. In seguito sarà accertata la responsabilità dell'organizzazione terroristica.